# Guadarrama
Guadarrama er en by og kommune i det centrale Spanien i Madrid-regionen. Den har et indbyggertal på 17.062 (2024) indbyggere.